# فيحان العربيد
فيحان العربيد (22 يونيو 1946 - 22 أبريل 2010)، ممثل كويتي.

## عن حياته
من مؤسسي فرقة المسرح الشعبي بعد الإشهار بدأ حياته العملية موظفا في وزارة التربية ثم في جامعة الكويت - قسم عالم الحيوان وتقلد العديد من المناصب، حيث شارك لأول مرة في مجلس إدارة فرقة المسرح الشعبي في موسم 65 - 1966 في منصب (سكرتير) ثم في المواسم 66-1967 و 67 – 1968، وعاد في موسم 73 – 1974 و 75 – 1976 و 77 - 1978. وشارك في آخر مجلس له 80 - 1981.
شارك فيحان العربيد في أول مسرحية لفرقة المسرح الشعبي وهي المسرحية الشهيرة 'سكانه مرته' عن فكرة حسين الصالح الحداد وتأليف وإخراج عبد الرحمن الضويحي وتمثيل عبد العزيز المسعود وأحمد الصالح وإبراهيم الصلال ومريم الغضبان ومريم الصالح وطيبة الفرج وحسين غلوم وعبد العزيز النمش وخالد الصقعبي.

## أعماله

### المسرحيات
- سكانه مرته.
- حرامي آخر موديل.
- هدوا المسلسل.
- إبراهيم الثالث.
- مفاوضات مع الشيطان.
- علي جناح التبريزي وتابعه قفة.
- للأمام سر.
- ورطة خريج.
- العمارة رقم 20.

### المسلسلات
- حبابة.
- الأقدار(الملا حسن).
- إلى أبي وأمي مع التحية
- الدانة.
- أحلام صغيرة.
- أبو دندن.
- ما يبقى غير الحب.

## التكريم
الكويت كرمته فرقة المسرح الشعبي في يوم المسرح العربي لتكريم الفنان المسرحي عام 1977.

## روابط خارجية
- فيحان العربيد على موقع قاعدة بيانات الأفلام العربية